# Dollface
Dollface è una serie televisiva statunitense del 2019, creata da Jordan Weiss e trasmessa sulla piattaforma streaming Hulu.
In Italia la serie è stata resa disponibile dal 5 marzo 2021 su Disney+ come Star Original.

## Trama
Jules, dopo essere stata lasciata dal suo fidanzato storico, si ritrova costretta a rientrare metaforicamente nel mondo delle donne. Per riuscire in ciò, cercherà l'aiuto delle sue più vecchie amiche, Madison e Stella, che, dopo un'iniziale dimostrazione di diffidenza, la riaccolgono a braccia aperte facendole riscoprire il piacere della condivisione femminile, delle feste e dei pigiama party. In poco tempo, grazie a loro e alla sua fervida immaginazione, che le fa vedere una gatta parlante come spirito guida, Jules ritrova la sua individualità e la gioia di stare da sola con se stessa, e capisce che in fondo l'amore non è nulla, se non lo si condivide con le persone giuste.

## Episodi
| Stagione         | Episodi | Pubblicazione USA | Pubblicazione Italia |
| ---------------- | ------- | ----------------- | -------------------- |
| Prima stagione   | 10      | 2019              | 2021                 |
| Seconda stagione | 10      | 2022              | 2022                 |

## Personaggi e interpreti

### Personaggi principali
- Jules Wiley (stagioni 1-2), interpretata da Kat Dennings, doppiata da Alessia Amendola.
È una donna che lavora come web designer presso un'azienda di benessere chiamata Woöm.
- Madison Maxwell (stagioni 1-2), interpretata da Brenda Song, doppiata da Chiara Francese.
La migliore amica di Jules dai tempi del college.
- Stella Cole (stagioni 1-2), interpretata da Shay Mitchell, doppiata da Roberta Maraini.
L'altra migliore amica di Jules dal college.
- Isadora "Izzy" Grossman-Levine (stagioni 1-2), interpretata da Esther Povitsky, doppiata da Erica Laiolo.
Una delle colleghe di Jules, di cui diventa successivamente amica.

### Personaggi ricorrenti
- Alison B. (stagioni 1-2), interpretata da Brianne Howey, doppiata da Annalisa Platania.
Una delle colleghe di Jules presso Woöm.
- Jeremy Hess (stagione 1), interpretato da Connor Hines, doppiato da Giorgio Perno.
L'ex fidanzato di Jules.
- Alison S. (stagione 1), interpretata da Vella Lovell, doppiata da Martina Tamburello.
Una delle colleghe di Jules presso Woöm.
- Celeste (stagioni 1-2), interpretata da Malin Åkerman, doppiata da Lucia Valenti.
 L'amministratore delegato di Woöm.
- Colin (stagione 1), interpretato da Goran Višnjić, doppiato da Andrea Beltramo.
Il fidanzato più grande di Madison, dottore della madre di Madison e marito di Celeste.
- Donna gatto (stagioni 1-2), interpretata da Beth Grant, doppiata da Patrizia Giangrand.
- Wes (stagioni 1-2), interpretato da Matthew Gray Gubler.
Un veterinario, interessato a Jules.
- Liam (stagione 2), interpretato da Jayson Blair.
- Liv (stagione 2), interpretata da Lilly Singh.
La nuova ragazza di Stella.
- Sky (stagione 2), interpretata da Santina Muha.
- Q (stagione 2), interpretato da Owen Thiele.
- Fender (stagione 2), interpretato da Luke Cook.
- Ruby (stagione 2), interpretata da Corinne Foxx.

## Produzione
La serie TV è sviluppata da ABC Signature, LuckyChap Entertainment e Clubhouse Pictures. 
Tra i produttori esecutivi troviamo Ira Ungerleider, Jordan Weiss, Margot Robbie, Brett Hedblom, Tom Ackerley, Bryan Unkeless, Scott Morgan, Matt Spicer, anche regista, Stephanie Laing, la stessa Dennings e la sua manager Nicole King.
Il 17 gennaio 2020, la serie viene rinnovata per una seconda stagione. Il 10 maggio 2022 la serie viene cancellata.

## Distribuzione
La prima stagione della serie è stata resa disponibile sulla piattaforma streaming statunitense Hulu il 15 Novembre 2019. La seconda stagione viene pubblicata l'11 febbraio 2022.
In Italia è stata pubblicata a partire dal 5 marzo 2021 su Disney+ come Star Original.